# فرآوری اصطکاکی اغتشاشی آلومینیوم
آلومینیوم و آلیاژهای آن یکی از پر کاربردترین فلزات صنعتی به خاطر نسبت استحکام به وزن بالا و سبکی در انواع سازه‌ها می‌باشد. یکی از جدیدترین فرایندهای استحکام بخشی به آلیاژهای آلومینیوم و ساخت کامپوزیت‌های پایه آلومینیومی، فرآوری اصطکاکی اغتشاشی(به انگلیسی:Friction stir processing) که الهامی از جوشکاری اصطکاکی اغتشاشی(به انگلیسی:Friction stir welding) است، می‌باشد و باعث افزایش استحکام، چقرمگی و مقاومت به خوردگی و سایش می‌گردد.

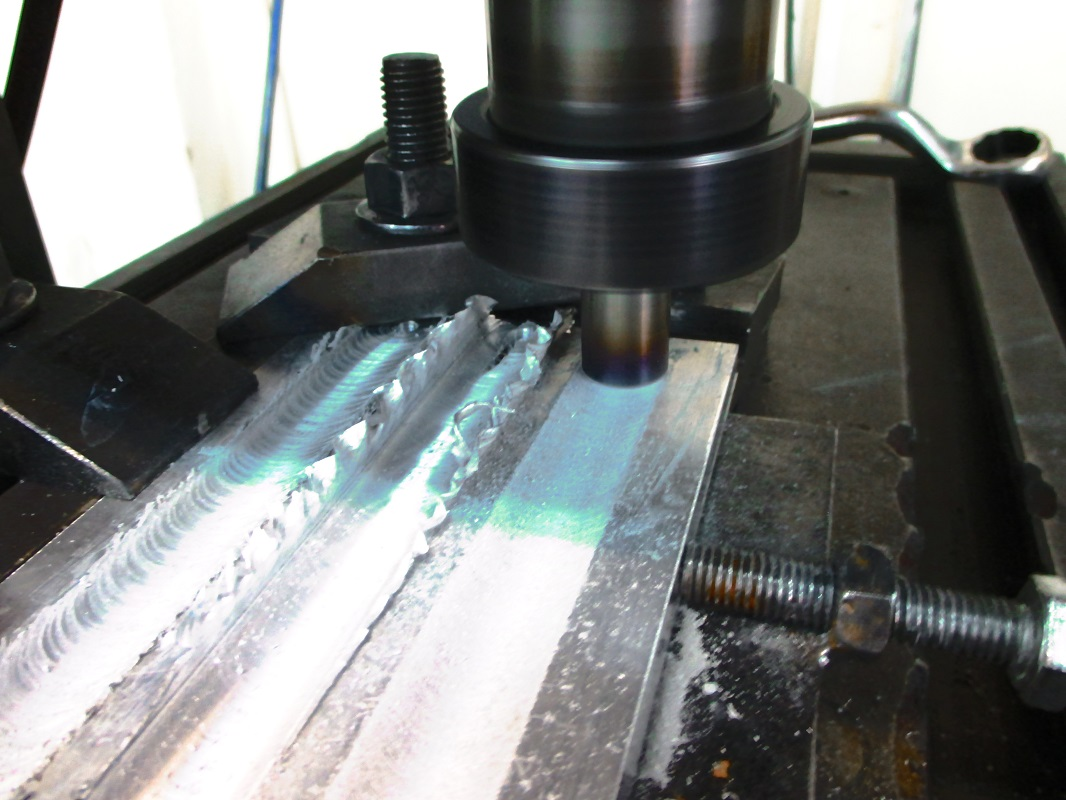
نمونه ای از فرآوری اصطکاکی اغتشاشی بر روی آلومینیوم سری ۷

مشاهده گشته که به وسیلهٔ فرآوری اصطکاکی اغتشاشی بر روی آلومینیوم، حالت ابرمومسانی به وجود آمده و افزایش طول حتی تا بالای %۱۰۰۰ نیز می‌رسد.
فرآوری اصطکاکی اغتشاشی از انواع فرایندهای تغییر شکل پلاستیک شدید است. در این تکنیک یک ابزار استوانه ای چرخان با شانه قطور و نوکی که می‌تواند هندسه‌های مختلف داشته باشد و به پین موسوم است، درون قطعه کار به عمق مشخصی نفوذ کرده و با حرکت پیشروی در جهت دلخواه منطقه را در امتداد حرکت خود پالایش دانه می‌کند.وظیفهٔ شانهٔ ابزار تولید حرارت اصطکاکی بوده و وظیفهٔ پین ابزار ایجاد کرنش و اغتشاش جهت کامل کردن فرایند ترمومکانیکی می‌باشد. این تکنیک دقیقاً اصولی مشابه با فرز کاری عمو محور با ابزار انگشتی است. با این تکنیک می‌توان کامپوزیت سطحی نیز در عمق مشخصی تولید کرد.
قطعه کار فرآوری شده در ریز ساختار خود دارای چهار منطقهٔ متفاوت از نظر دانه بندی و خواص مکانیکی می‌باشد:
- منطقهٔ اغتشاش NZ OR ST
- منطقهٔ متاثر از عملیات ترمومکانیکی TMAZ
- منطقهٔ متاثر از حرارت HAZ
- منطقهٔ فلز پایه BM

در بین تمامی مناطق بالا، منطقهٔ متاثر از حرارت HAZ به علت رشد دانه ها(آنیلینگ) و احتمال ترک دارای ضعیف‌ترین خواص مکانیکی و سختی می‌باشد و خطرناکترین و حساس‌ترین قسمت قطعه کار فرآوری شده‌است.

## پالایش دانه
پالایش دانه (به انگلیسی: grain refinement) نوعی فرایند ترمومکانیکی است که در آن دانه بندی فلزات کوچک تر شده و در سطح انرژی پایین تری نیز نسبت به حالت کار سرد قرار دارند و خواص مکانیکی برتر را به ارمغان می‌آورند. آلومینیوم یکی از فلزاتی است که به شدت مستعد پالایش دانه تحت فرایندهای تغییر شکل پلاستیک شدید می‌باشد. تغییر شکل پلاستیک شدید باعث پالایش دانه در آلیاژهای آلومینیوم می‌شود.از معروف‌ترین فرایند تغییر شکل پلاستیک شدید که بر روی آلیاژهای آلومینیوم انجام می‌گردد می‌توان به اکستروژن در کانال زاویه دار (ECAP)اشاره کرد. فرایندی که در حین فرآوری اصطکاکی اغتشاشی رخ می‌دهد به تبلور مجدد دینامیکی یا پویا موسوم است. تبلور مجد پویا به هر دو عامل دما و کرنش یا تغییر شکل نیازمند است و نزدیک به دمای تبلور مجدد فلز تحت فرآوری رخ می‌دهد. نرخ کرنش، نرخ سرمایش و مدت زمان سپری شده در دمای بیشینه نیز از موثرترین عوامل در تحول تبلور مجدد پویا می‌باشد. به طور خلاصه تبلور مجدد دینامیکی شامل تکثیر نابجایی‌ها در ساختار بلوری فلز و کنار هم قرار گرفتن نابجایی‌های تولید شده و به وجود آوردن مرز دانه‌های فرعی می‌باشد و دما نیز باعث پایدار شدن سطح انرژی دانه‌ها با منظم کنار هم قرار گرفتن نابجایی‌های تولید شده و سهولت تغییر شکل و افزایش کرنش و تکثیر نابجایی‌ها می‌گردد.

### تاثیر بر خواص مکانیکی
طبق رابطهٔ هال-پچ برای ارتباط اندازه دانه با استحکام تسلیم فلزات، مشاهده می‌شود که هر چه قطر بزرگ دانه، کوچکتر شود، استحکام تسلیم فلزات به جهت افزایش جمع طول‌های مرزهای دانه برای به دام انداختن نابجایی‌ها و تکثیر آن‌ها، افزایش می‌یابد. جالب است که بدانید با کوچکتر شدن اندازه دانه، می‌توان به تغییر طول‌های بزرگتر رسید و کاها در تغییر شکل‌های نزدیک به دمای تبلور مجدد خواص سوپر پلاستیک مشاهده می‌گردد. علت این پدیده افزایش تکثیر نایجایی‌ها برای لغزش که یکی از مهمترین مکانیزم‌های تغییر شکل است، می‌باشد. عموماً نابجایی‌های جدید هنگامی تکثیر می‌شوند که به مانعی برخورد کنند که مانع از حرکت آنها شود یا به عبارتی دیگر تنش رشی اعمالی قادر به غلبه بر تنش برشی مورد نیاز برای عبور ار مانع نباشد. یکی از معروف‌ترین مکانیزم‌های تکثیر نابجایی‌ها مکانیزم تکثیر فرانک رید است.
رابطهٔ هال-پچ:
ơy=ơ0+k(d^-1/2)

## کامپوزیت سازی
یکی از کاربردهای بسار مهمی که اخیراً از فرآوری اصطکاکی اغتشاشی استخراج گردیده‌است، ساخت کامپوزیت سطحی با عمق دلخواه می‌باشد. آلیاژهای سبک از قبیل آلومینیوم، منیزیم نسبت استحکام به وزن قابل ملاحظه ای دارند اما در حالت کلی در مقایسه با دیگر فلزات صنعتی استحکام متوسطی دارند که با روش‌های عملیات حرارتی، پیرسختی(رسوب سختی) و در وهلهٔ بعد با کامپوزیت سازی، خواص مکانیکی از جمله استحکام و سختی(مقاومت به سایش) را می‌توان اعتلا بخشید. کامپوزیت‌ها در انواع کلی خود از نظر تقویت کننده به دو نوع عمدهٔ تقویت شده با ذرات و تقویت شده با فیبر یا فیلامنت(بلند یا کوتاه) تقسیم می‌شوند. در این روش کامپوزیت‌های سطحی تقویت شده با ذرات را می‌توان با توزیع مناسبی ساخت. ذرات تقویت کننده اکثراً ذرات سرامیکی سخت و مستحکم از قبیل سیلیکون کاربید و آلومینا در سایز میکرو یا نانو می‌باشند که مقاومت به سایش قابل توجهی دارند. نحوهٔ کار به این صورت است که قطعهٔ مورد نظر برای کامپوزیت سازی با عمق دلخواه مد نظر شیار می‌خورد و عرض شیار با توجه به کسر حجمی ذرات تقویت کننده مشخص می‌گردد. سپس پودر تقویت کننده داخل شیار ریخته شده و با یک ابزار بدون پین و فقط دارای شانه با پیش باری مشخص روی شیار بسته می‌شود. این کار باعث می‌شود که پودر تقویت کننده در محل کامپوزیت سازی محبوس شده و پراکنده نگردد. سپس پین ابزار را تا عمق مورد نظر با پیش باری مشخص درون قطعه کار نفوذ داده و با سرعت چرخش و پیشروی مشخصی به وسیلهٔ دستگاه فرز بر روی شیار حرکت کرده و کامپوزیت سطحی با عمق مشخص با پایه آلومینیومی ساخته می‌شود. در این نوع کامپوزیت‌ها همزمان اثر ریز دانگی و چگالی بالای نابجایی‌ها به علاوهٔ اثر ذرات تقویت کننده در محل کامپوزیت شده دیده می‌شود.این کار می‌تواند در بیش از یک پاس انجام بپذیرد.
توزیع ذرات تقویت کننده به شدت تحت تاثیر عوامل زیر است:
1. سرعت چرخش ابزار
2. سرعت پیشروی ابزار
3. تعداد پاس کاری

افزایش سرعت چرخش ابزار باعث افزایش نرخ کرنش شده و می‌تواند باعث ریز دانه تر شدن ماده گردد.همچنین با افزایش تعداد پاس کاری با همپوشانی بالا بر روی یک منطقه می‌توان دانه‌های کوچک تری به ارمغان آورد و خواص مکانیکی را اعتلا داد.

### تاثیر هم زمان تقویت کننده و پالایش دانه بر خواص مکانیکی
همانطور که گفته شد پالایش دانه به معنای ریز دانه شدن ماتریس فلزی در حالت پایدار ترمودینامیکی می‌باشد و این ریزدانگی باعث افزایش محیط مرز دانهها و نابجاییها می‌گردد که باعث می‌شود برای غلبه بر لغزش نابجایی‌های پر انرژی تر که بعد از قفل شدن نابجایی‌های کم انرژی تر در مرز دانه‌ها فعال می‌شوند، تنش بیشتری اعمال گردد و استحکام ماده بالا تر رود.حال در مورد اثر ذرات تقویت کننده و مکانیزم استحکام بخشی آن‌ها درست باید مانند رسوبات برخورد کرد.
نابجایی‌ها در برخورد با رسوبات(که می‌توانند ذرات تقویت کننده را نیز شامل شود) دو رفتار از خود نشان می‌دهند:
1. تنش برشی لازم برای غلبه بر رسوب را نداشته و دور رسوب می‌پیچند و قفل می‌شوند و در نهایت تکثیر می‌شوند.
2. تنش برشی لازم برای غلبه به رسوب را داشته و با خرد کردن رسوب از شد آن می‌گذرند(برای رسوبات ناپایدار و ضعیف مثل ترکیبات اینترمتالیک).

در استفاده از ذرات تقویت کنندهٔ سرامیکی مرسوم مورد استفاده در کامپوزیت‌های پایه فلزی به علت دارا بودن استحکام و سختی بسیار بالا، اتفاق مورد ۱ افتاده و باعث قفل شدن و پیچیدگی و تکثیر نابجایی‌ها می‌گردد. به این عمل در مکانیزم‌های مقاوم شدن ، اثر پینینگ یا قفل کنندگی گویند.
حال اثر همزمان پالایش دانه و قفل کنندگی ذرات تقویت کننده می‌تواند استحکام و سختی بی نظیری را در کامپوزیت‌های پایه آلومینیومی با تقویت کننده ی ذره ای به وجود آورد. هرچقدر اندازه ذرات تقویت کننده کوچک تر باشد، در سطح بیشتری پخش شده و شانس بالاتری از نظر قفل کنندگی نابجایی‌ها و افزایش استحکام به وجود می‌آورد به همین خاطر ذرات در ابعاد نانو تاثیر بالاتری در استحکام بخشی دارند.

## ملاحضاتساخت و تولید
در تمامی روش‌های تولید ملاحضات ساخت و تولیدی از منظر کیفی و اقتصادی بسیار مهم می‌باشد. از بین تمامی پرامترهای کیفی و اقتصادی سایش ابزار از نظر ترکیب ذرات ساییده شده در ماتریس فلزی به صورت کیفی اهمیت پیدا می‌کند و از منظر اقتصادی نیز یکی از مهمترین پارامترها برای انتخاب روش تولید است. زبری سطح نیز از نظر بصری و هم از نظر انطباقات و تلرانس‌ها و سایش و زبری سطح در کوپلینگ‌ها مهم می‌باشد.

### سایش ابزار
تاکنون چندین فعالیت پژوهشی در مورد سایش ابزار در تولید کامپوزیت پایه آلومینیومی با تقویت کننده ذره ای سرامیکی انجام شده‌است. سایش ابزار بیشتر به موجب برخورد ذرات به شدت سخت تقویت کننده با ابزار فولادی به وجود می‌آید. برای فرآوری فلزات نرم تر مثل آلومینیوم و منیزیم از فولاد ابزار گرم کار و سرد کار سری اچ(H) مثل فولاد ابزار سرد کار H13 استفاده می‌گردد و در فرآوری فلزات سخت تر باید از ابزارهای کاربیدی مثل تنگستن کاربید یا برون کاربید یا از ابزارهای فولادی دارای پوشش سخت استفاده کرد که بسیار هزینه بر است. اکثر سایش ابزار در مراحل اولیه فرآوری که تامین حرارت پایین بوده و سختی قطعه کار افت نکرده‌است، اتفاق می‌افتد. در بحث سایش ابزار در فرآوری اصطکاکی اغتشاشی در سال ۲۰۰۳ آقای پرادو و همکاران  به بررسی نظریه ی شکل ابزار خود بهینه ساز پرداختند. در این نظریه سایش ابزار بیشتر در برخورد قسمت‌های تیز تر ابزار که محل تمرکز تنش هستند با ذرات تقویت کننده به وجود می‌آید و پس از طی مسافت کاری ( به طور متوسط بالای ۱ متر) هندسه ابزار به وسیله ی سایش‌های محلی خود را با رژیم مواد و تنش‌ها تطبیق داده و از آن هندسه به بعد سایش ابزار نسبت به مسافت قابل صرف نظر است. به این شکل توصیف شده شکل خودبهینه ساز می‌گویند. معمولاً نقاط تمرکز تنش در ابزارها رزوه‌ها و نقاط نوک نیز مثل یال‌ها در ابزار مثلثی می‌باشند. پس می‌توان نتیجه گرفت هرچه هندسه استوانه ای تر و نرم تر باشد سایش ابزار کمتر خواهد بود.
در بحث سایش ابزار پارامترهای ورودی زیر به شدت می‌توانند موثر باشند:
- سرعت چرخش ابزار
- تعداد پاس
- ماکزیمم دمای کاری (وابسته به سرعت چرخش ابزار)
- سرعت پیشروی ابزار
- سختی نسبی ابزار به قطعه کار و...

در این بین سرعت چرخش ابزار را می‌توان کلیدی‌ترین پارامتر ورودی دانست. سرعت چرخش بالای ابزار می‌تواند پالایش دانه را به خاطر افزایش نرخ کرنش و دمای ورودی بالا ببرد اما از طرفی می‌تواند باعث باز حلی رسوبات سخت و افزایش منطقه متاثر از حرارت(HAZ) شود، پس کنترل سرعت چرخش ابزار بسیار مهم است. در بحث سایش ابزار ، افزایش سرعت چرخش باعث دو چیز می‌شود:
1. افزایش سختی نسبی (نسبت سختی ابزار به قطعه کار)
2. جریان ماده ی بهتر و نرم تر و پرشدن سریعتر رزوه‌ها جهت ایجاد شکل خودبهینه (کاهش سایش ابزار نسبت به مسافت پیموده شده)

### زبری سطح
به علت فشار اصطکاکی شانه ابزار بر روی سطح قطعه کار جهت تامین گرما، سطح قطعه کار و شانه ابزار خراشیده می‌شود و زبری سطح بالا می‌رود که مطلبوب نیست. برای کنترل زبری سطح می‌توان به پارامترهای تعداد پاس و سرعت چرخش ابزار رجوع کرد. در مورد تاثیر تعداد پاس می‌توان گفت که در هر پاس بیشتر هم ریز دانگی بیشتر به ارمغان می‌آید و هم به اصلاح قله‌های زبری پاس پیشین می‌پردازد و جمع این دو اثر باعث بهبود زبری سطح می‌گردد. در مورد اثر سرعت چرخش نیز می‌توان به ریز دانه تر شدن ماده در سرعت‌های بالا و جریان ماده کامل تر برای بهبود زبری سطح اشاره کرد.